# ヒラタニオイガメ
ヒラタニオイガメ（平匂亀、Sternotherus depressus）は、爬虫綱カメ目ドロガメ科ニオイガメ属に分類されるカメ。

## 分布
アメリカ合衆国（アラバマ州北部のブラックウォーリアー川水系上流域）

## 形態
最大甲長12.5センチメートルとニオイガメ属最小種。オスよりもメスの方が大型になり、オスは最大甲長9.9センチメートル。背甲は非常に扁平で、上から見ると俵型。扁平な背甲は流水の抵抗を減らしたり、岩の割れ目などに潜りこみやすくなると考えられている。種小名depressusは「扁平な」の意で背甲に由来し、和名や英名（flattened=ぺしゃんこになった）と同義。椎甲板や肋甲板の後端が、後部にある甲板の前端と重なる。背甲の色彩は黄褐色や褐色、暗褐色で、暗褐色や黒の斑点や筋模様が入り甲板の継ぎ目（シーム）にも暗色斑が入る。成体は暗色化して斑紋が消失する個体が多い。喉甲板がある。腹甲の色彩は淡ピンク色や淡黄褐色で、甲板の間に露出した皮膚は灰色がかったピンク色。
頭部はやや大型から非常に大型で、加えて頭部が巨大化することが多く甲高よりも頭部が分厚くなる個体もいる。吻端は突出し、上顎の先端は鉤状に弱く尖る。喉に髭状の突起があるが、下顎にはない。頭部背面には黒い虫食い模様が入り、頸部には極めて細い筋模様が入る個体もいる。
卵は長径3-3.3センチメートル、短径1.5-1.6センチメートル。幼体は背甲を上から見ると円形で、後部縁甲板の外縁が尖る。

## 分類
属内ではヒメニオイガメに近縁で、亜種スジクビヒメニオイガメの一部個体群が隔離され急速に分化した種だと考えられている
独立種として記載されたがヒメニオイガメ（特に亜種スジクビヒメニオイガメ）と形態や色彩が類似すること、分布が連続的であること、分布域の境目で中間型の個体が見られることから、ヒメニオイガメの亜種とする説もあった。形態の差異、中間型の個体はそれぞれ別種に類似した個体か種間雑種と判明したこと、酵素の電気泳動やミトコンドリアDNAの分子系統学的解析から、独立種とする説が有力。両種の分布域の境目には滝があり上流域に本種、下流域にヒメニオイガメと完全にすみわけ（まれに分布域の境目で種間雑種が見られることもあるが、増水などにより本種が下流に流されたことが原因だと考えられている）ているため、独立性が保たれていると考えられている。

## 生態
底質が岩や砂の河川や水路などに生息し、やや流れの速い水が清涼で隠れ家となる流木や岩の隙間がある環境を好む。幼体はその周囲にある流れの緩やかな淵や水生植物の繁茂した水場に生息する。夜行性だが、水温の低い日は昼間も活動し日光浴を行うこともある。幼体は薄明薄暮性。11-翌3月になると水中にある岩の割れ目などで冬眠すると考えられている。
食性は動物食傾向の強い雑食で、主に巻貝を食べるが、二枚貝（外来種Corbocula maniliensis）、昆虫、クモ、甲殻類、果実、藻類なども食べる。大型個体は巻貝と二枚貝を、小型個体は巻貝と昆虫を主に食べる。
繁殖形態は卵生。6-7月に1回に1-4個の卵を産む。卵は25℃の環境下で45-47日で孵化した例がある。野生下ではオスは甲長6-6.5センチメートル（生後4-6年）、メスは甲長7-7.5センチメートル（生後6-8年）で性成熟する。

## 人間との関係
炭田による水質汚染およびそれが原因と考えられている免疫系の感染症、排水用のため池の設置による生息地の破壊および分断、採集などにより生息数は激減している。1984年にアラバマ州の州法で、1987年にアメリカ合衆国の連邦法で保護の対象とされ採集・輸出は厳重に規制されている。一方で密猟されることもあり、採集・輸出以外の具体的な保護対策もほとんど行われていない。
ペットとして飼育されることがあり、日本にも輸入されている。1984年以降はアラバマ州法で保護されたが、規制以前に採集・輸出された個体が流通することもあった。1987年以降はアメリカ合衆国の連邦法で保護されているため、アメリカ合衆国からはほぼ輸出されておらず、ヨーロッパから飼育下繁殖個体が流通している。ヒメニオイガメの亜種スジクビニオイガメと思われる個体や販売されることもある。